# V382 Carinae
A V382 Carinae más néven x Carinae (x Car) egy csillag a Hajógerinc csillagképben.
A V382 Carinae egy sárga G típusú hiperóriás, a látszólagos magnitudója 3,93. A Földtől 5930.90 fényévnyire található. Cefeida-típusú változó csillagnak minősül, a fényerő változó magnitudója 3,84-4,02 közöttire tehető. Meglepően az átmérője 747-szerese a Napénak.